# La Profession de foi du vicaire savoyard
La Profession de foi du vicaire savoyard est un passage célèbre du livre IV de Émile, ou De l'éducation, de Jean-Jacques Rousseau. Dans ce passage souvent publié à part, le philosophe se livre  à une critique de l'institution ecclésiale, du dogmatisme et de l'hétéronomie.

## Contenu
Dans son texte, Rousseau ne s'exprime pas directement, mais use d'un artifice littéraire en faisant parler un jeune vicaire savoyard.
Rousseau pose la question du mal, ainsi que la réponse à y apporter. Selon lui, le mal découle de l'égoïsme. La religion peut être le vecteur de la morale et une réponse à l'égoïsme, mais Rousseau critique la religion établie. Celle-ci impose des dogmes et des systèmes de pouvoir qui éloignent du véritable bien.
Pour en juger en voici une citation: 

« - Dieu a parlé ! voilà certes un grand mot. Et à qui a-t-il parlé ?
- Il a parlé aux hommes.
- Pourquoi donc n’en ai-je rien entendu ?
- Il a chargé d’autres hommes de vous rendre sa parole.
- J’entends ! ce sont des hommes qui vont me dire ce que Dieu a dit. J’aimerais mieux avoir entendu Dieu lui-même ; il ne lui en aurait pas coûté davantage, et j’aurais été à l’abri de la séduction.
- Il vous en garantit en manifestant la mission de ses envoyés.
- Comment cela ?
- Par des prodiges.
- Et où sont ces prodiges ?
- Dans les livres.
- Et qui a fait ces livres ?
- Des hommes.
- Et qui a vu ces prodiges ?
- Des hommes qui les attestent.
- Quoi ! toujours des témoignages humains ! toujours des hommes qui me rapportent ce que d’autres hommes ont rapporté ! que d’hommes entre Dieu et moi »

Mais, contrairement à une tendance forte au sein de la philosophie des Lumières de son temps, Rousseau se méfie tout autant de la raison comme source du bien et de la morale.
La réponse est dans l'introspection, dans le sentiment naturel qui permet de s'éloigner de la corruption sociale. En écoutant son cœur, le vicaire retrouve la source de la véritable morale et de la véritable religion.
Contre le dogme catholique, et contre la raison pure, le sentiment, l'introspection, l'écoute de soi fondent une religion naturelle, proche du théisme, et selon lui, "instrument de la vraie morale".

## Postérité
Le passage fait de l'ombre au reste de l’Émile lorsque le livre est publié en Europe. Il provoque un rejet fort de la part de certaines autorités ecclésiastiques, catholiques comme protestantes. 
Ce texte est l'une des inspirations du culte de l'Être suprême qui sera promu par Robespierre.
Victor Cousin écrira en 1848 que « La Profession de foi du Vicaire savoyard est, sans contredit, le meilleur écrit de Rousseau ; c'est même le seul qu'une saine philosophie puisse avouer tout entier ».